# Residenz-Theater (Dresden)

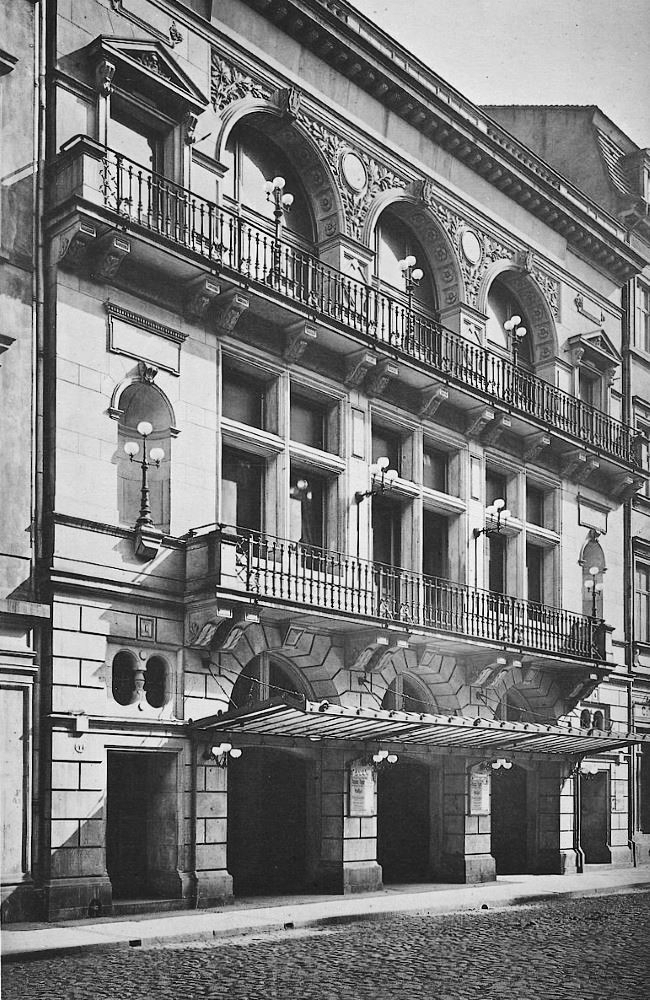
Das Residenztheater 1875

Das Residenz-Theater, auch Residenztheater war ein Theater in der Zirkusstraße in Dresden. Es war neben dem Nesmüllerschen Sommertheater, dem Central-Theater, dem Komödienhaus auf der Reitbahnstraße und dem Albert-Theater eines von fünf bedeutenden Privattheatern der Stadt.

## Geschichte
Das Residenztheater wurde von 1871 bis 1872 von Franz Albert Stock, Hugo Schönherr und Richard Weise für Oswald Baumgart im Anklang an das Pariser Théâtre-Lyrique erbaut. Oswald nannte das Theater nach seiner Ehefrau Herminia-Theater, den neuen Namen Residenztheater erhielt die Spielstätte 1879 unter Intendant Engelbert Karl. Die feierliche Eröffnung des Theaters fand im Mai 1872 statt.
Das Theater mit einer Grundfläche von 1200 Quadratmetern fasste 1118 Zuschauer. Gespielt wurden vorrangig Schwänke, Operetten und Lustspiele, wobei die Intendanten häufig wechselten. Das Theater wurde 1902 renoviert. Dabei erhielt der Innenraum eine neue Ausmalung in Weiß und Gold und der Bühnenvorhang eine Bemalung mit der Darstellung von Apollon und Terpsichore. Zudem wurde eine neue Lichtanlage installiert.
Im Jahr 1934 wurde es baupolizeilich geschlossen. Das Gebäude nutzte man anschließend als Lagerhaus. Bei der Bombardierung Dresdens 1945 wurde es zerstört, die Ruine beräumt.

## Gebäude

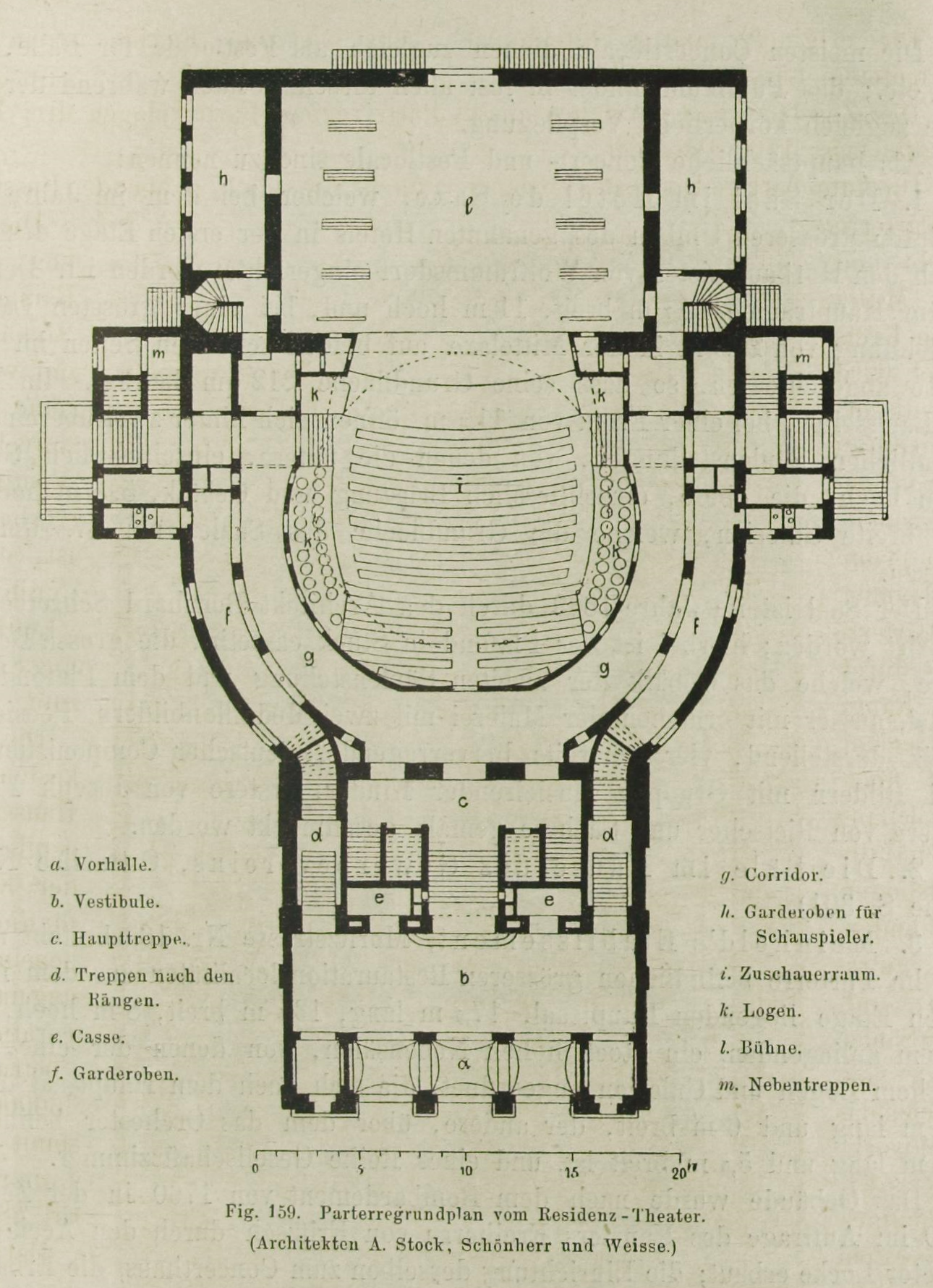
Grundriss (ca. 1878)

Das Residenztheater befand sich innerhalb der geschlossenen Bebauung in der Pirnaischen Vorstadt, eingebaut in eine Häuserreihe. Die Fassade, die Einzelmotive der Semperoper aufnahm, war dreigeschossig und mit fünf Fensterachsen gegliedert. Drei Portal- bzw. Fensterachsen im Erd- bzw. Obergeschoss in der Mitte der Fassade hatten Rundbögen als oberen Abschluss. Einachsige Rundbogennischen mit Ziergiebeln flankierten die dreiachsige Mittelfront. Der dreirangige Zuschauerraum war gerundet und eine Kuppel überwölbte den Raum.

## Der Spielplan und Theaterbetrieb
Das Residenztheater war das Volkstheater Dresdens. Bereits unter der Intendanz des Schauspielers und Autors Hugo Müller (1873–1878) wurden dem Dresdner Publikum Operetten unter anderem von Jacques Offenbach präsentiert. Eine ausgereifte Bühnentechnik und die einfallsreiche Regie Müllers ließen das Haus in den ersten Jahren auch für Gastspiele prominenter Schauspieler attraktiv werden. Bereits in der ersten Spielzeit spielte das Strampfer-Theater aus Wien mit Alexander Girardi und Felix Schweighofer im Theater. Es folgten Gastspiele von Josefine Gallmeyer (1874), Marie Geistinger (1875) und Albin Swoboda (1876), bevor Müller den Spielbetrieb an Ferdinand Dessoir übergab. Dieser wiederum hatte die Intendanz nur ein Jahr inne.
Am 6. Mai 1882 konnte Engelbert Karl, seit 1879 Intendant des Theaters, mit Carl Millöckers Madame Dubarry bereits die 1000. Vorstellung unter seiner Leitung feiern. Allerdings führten Differenzen dazu, dass er 1884 als Intendant zurücktrat. Mit einem Teil der Abfindungssumme, die er von Jauner erhalten hatte, übernahm nunmehr Franz Steiner 1884 für ein Jahr das Residenztheater (gemeinsam mit Angelika Strauss, der zweiten Ehefrau von Johann Strauss (Sohn)). 1885 pachtete Steiner das Walhalla-Operetten-Theater und ging mit Angelika Strauss nach Berlin. Engelbert Karl kehrte erneut als Intendant zurück.
Am Residenztheater erlebten zahlreiche Stücke ihre Dresdner Erstaufführung; uraufgeführt wurden verschiedene Operetten Rudolf Dellingers, der Kapellmeister am Residenztheater war: 1894 Die Chansonette, 1901 Jadwiga und 1910 Der letzte Jonas. 
1891 verstarb Engelbert Karl, das Haus wurde nunmehr von seiner Witwe, Magdalena Karl, sowie Carl Friese und Alexander Rotter als Vizedirektoren geführt.
Um 1900 gaben Adele Sandrock (1901) und Josef Kainz (1902) Gastspiele am Theater, Emmerich Kálmán stand bei der Dresdner Erstaufführung seines Zigeunerprimas am 5. Dezember 1913 selbst am Dirigentenpult. Hatte sich die Intendanz zunehmend ausschließlich auf Operetten spezialisiert und das Schauspiel ab 1912 vollständig aus dem Spielplan genommen, führte der Erste Weltkrieg zu erheblichen Lücken im Ensemble. Es wurden nun vor allem kriegsverherrlichende Stücke gegeben, nach Ende des Krieges vor allem seichte Stücke, die weit hinter dem Erfolg früherer Produktionen zurückblieben. 
Ab 1920 präsentierte das Theater wieder künstlerisch anspruchsvollere Stücke wie Die Fledermaus und wagte sich 1922 an die Aufführung von Arthur Schnitzlers Reigen, wobei die Vorstellung polizeilich gesichert wurde und für Zuschauer unter 30 Jahren verboten war. Das Theater wurde nun wieder zum führenden Dresdner Operettentheater, auch weil das größere Zentraltheater zu dieser Zeit zunehmend die Operetten aus seinem Spielplan entfernte. Auch deutsche Erstaufführungen machten das Residenztheater wieder attraktiv, so 1922 Franz Lehárs Operette Frasquita und 1927 Edmund Eyslers Die gold’ne Meisterin. Im Jahr 1930 gastierte Emil Jannings am Theater.
Auf Grund der Weltwirtschaftskrise unterblieben allerdings nötige Investitionen, so dass das Theater schließlich 1934 baupolizeilich geschlossen und zwangsversteigert werden musste.

## Schauspieler und Angestellte am Residenztheater
Soweit nicht schon erwähnt wirkten überdies am Residenz-Theater:
- Rudolf Dellinger (Kapellmeister und Komponist)
- Ferdinand Dessoir (Intendant)
- Carl Friese (Schauspieler und Vizedirektor)
- Minna Hänsel (Schauspielerin)
- Georg Reimers (Schauspieler)
- Georg Wörtge (Schauspieler)